# Irakische Streitkräfte
Die Streitkräfte des Irak (arabisch القوات المسلحة العراقية, DMG al-Quwwāt al-Musallaḥa al-ʿIrāqiyya) sind das irakische Militär und umfassten im Jahr 2020 rund 193.000 Soldaten in drei Teilstreitkräften und unterstehen dem irakischen Verteidigungsministerium. Daneben existieren als Teil der irakischen Sicherheitskräfte noch weitere 148.000 Mann (Stand: 2020). Sie gehören der Irakischen Polizei (IP) (paramilitärische Polizeieinheiten), der Grenzpolizei (Border Enforcement Department) und verschiedenen Milizen an.
Mit dem Irakkrieg im Jahre 2003, bei dem die Streitkräfte der USA das Land völkerrechtswidrig angriffen, erfuhren die Streitkräfte des Irak die tiefste Zäsur ihrer Geschichte. Nach ihrer Niederlage in diesem Krieg wurden sie von der multinationalen Besatzungsstreitmacht wieder aufgebaut und neu strukturiert, nachdem alle Soldaten zunächst entlassen worden waren.

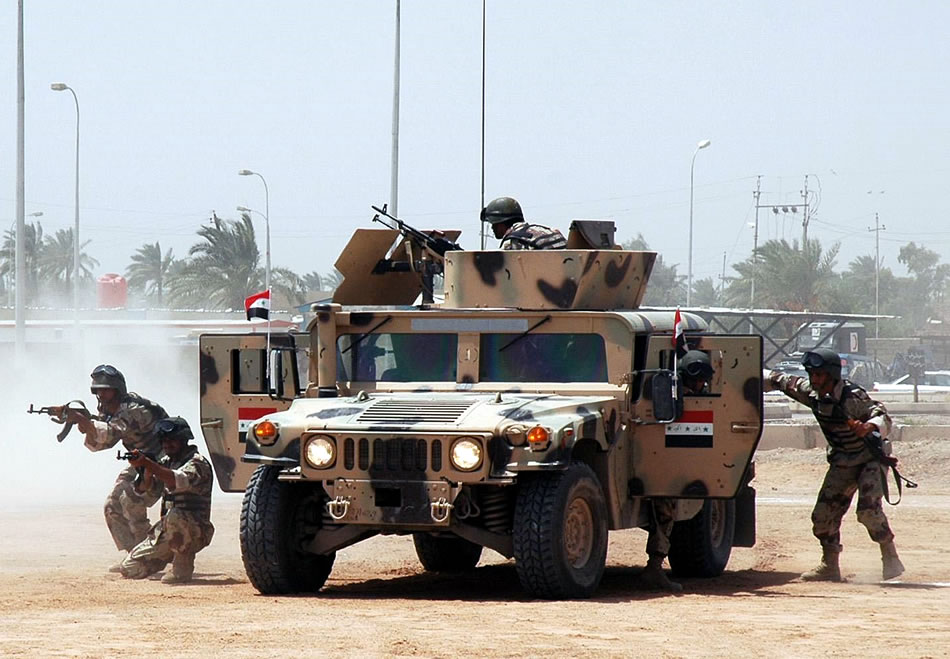
Soldaten der 6. irakischen Armee

## Geschichte

### Streitkräfte bis 2003
Die irakischen Streitkräfte wurden nach dem Ersten Weltkrieg von den britischen Mandatsherren aufgebaut. Diese hatten nach dem Zerfall des osmanischen Reiches die Kontrolle über den Irak (Britisches Mandat Mesopotamien) erhalten. Die Armee wurde mit der Aufstellung des ersten Bataillons am 6. Januar 1921 gegründet, erster Verteidigungsminister wurde Jafar al-Askari. In der Folge wurden weitere Armeeeinheiten, die Luftwaffe und die Seestreitkräfte eingerichtet. Von den Briten geschaffen, um gegen befürchtete Übergriffe der türkischen und persischen Nachbarstaaten auf das Territorium des Irak gerüstet zu sein, wurde sie nach deren Ausbleiben hauptsächlich zur Aufrechterhaltung der inneren Ordnung eingesetzt. Die Streitkräfte umfassten 1925 7.500 Mann. Das Offizierskorps wurden von Veteranen des Arabischen Aufstands dominiert. Parallel zu den arabisch-irakischen Streitkräften hatten die Briten aus Angehörigen der assyrischen Minderheit spezielle Einheiten gebildet. Nach der formalen Unabhängigkeit des Irak 1932 wurden diese als besonders probritisch verachteten assyrischen Schützen 1933 von der irakischen Armee gewaltsam unterworfen, was der bislang ebenfalls probritischen Armee patriotische Sympathien arabischer Nationalisten einbrachte.
Die erfolgreiche Niederwerfung der assyrischen Autonomiebestrebungen (Massaker von Semile) führte zu einer öffentlichen Popularität des Armeechefs General Bakr Sidqi. 1933 verabschiedete die Regierung gegen den Widerstand der Briten die Einführung der allgemeinen Wehrpflicht. 1936 erzwang ein gewaltloser Militärputsch unter Beteiligung Sidqis die Einsetzung eines neuen Kabinetts unter Hikmat Suleiman. Ebenso beendeten die Streitkräfte unter Sidqis Kommando 1935–36 eine Serie von Stammesaufständen. Dabei kam es neben Massenexekutionen und Vertreibungen auch zum Bombardement von Dörfern durch die irakische Luftwaffe. Sidqi läutete damit eine Ära der politischen Vorherrschaft des Militärs als staatstragende Institution im Irak ein. Er selbst und Suleiman wurden jedoch 1937 in Mosul im Rahmen eines Putsches ermordet.
Vor und während des Zweiten Weltkriegs wurde die irakische Armee von der britischen Kolonialmacht von 20.300 Soldaten auf 47.000 Soldaten ausgebaut. Während des Krieges beteiligten sich nationalistische Kreise der Armee an einem von den Achsenmächten unterstützten Militärputsch unter Führung von Raschid Ali al-Gailani. Danach wurde die Armee durch die britische und irakische Führung bewusst geschwächt. 605 von 1.745 Offizieren wurden inhaftiert oder entlassen. Die Truppenstärke wurde auf 25.000 Mann verkleinert. Darüber hinaus fehlte es an elementarster Ausrüstung wie Stiefel und Uniformen. Aufgrund schlechter Verpflegung und geringem Sold war die Moral niedrig und Desertion endemisch.
Die irakische Armee entsandte ein 15.000 Mann starkes Expeditionskorps bei einer Gesamtstärke von 21.000 Mann in den Palästinakrieg. Nach dem Krieg wurde die Armee massiv ausgebaut. 1956 hatte sich ihre Stärke auf 60.000 verdreifacht. Die Luftwaffe wurde unter anderem mit britischen Jetjagdflugzeugen auf 250 Flugzeuge aufgestockt. Nach dem Sturz der Monarchie 1958 begann die Sowjetunion das Vereinigte Königreich als Waffenlieferant des Irak abzulösen. Im Sechstagekrieg beschränkte sich die irakische Teilnahme mit vereinzelten Luftschlägen, die in der Regel kaum Wirkung zeigten. Die von Präsident Aref entsandten Einheiten erreichten Jordanien nicht mehr vor dem Waffenstillstand, blieben aber bis zum Jordanischen Bürgerkrieg im Land. Im Yom-Kippur-Krieg wurden 60.000 mobilisiert, etwa 18.000 davon kamen zum Einsatz. Organisiert in zwei Panzerdivisionen, zwei Infanteriebrigaden, einer Brigade für Spezialoperationen sowie kleineren Einheiten operierten sie von syrischem Territorium aus.
Unter Saddam Hussein wurden die Streitkräfte einer rigiden Kontrolle und einem totalitären Ideologisierungsprogramm unterworfen. Zahlreiche Offiziere und Soldaten wurden im Krieg und im Frieden aufgrund von Fehlleistungen oder als angebliche Verräter hingerichtet. Ebenso wurden mit der paramilitärischen Volksarmee und der Republikanischen Garde Organisationen geschaffen die den Status der Streitkräfte als einzigem Waffenträger der Nation in Frage stellten. Den Einheiten wurden Politoffiziere bis auf Bataillonsebene zugeordnet und Beförderung erfolgten nach Loyalität und Familienbanden. Saddam behielt sich eine enge Kontrolle über kleinste Entscheidungen während seiner Kriege vor. Eine Ausnahme stellten die letzten Jahre des Ersten Golfkrieges dar, als Saddam der Armee mehr Entscheidungsfreiheit erlaubte. Die verantwortlichen Offiziere wurden jedoch nach dem Krieg entlassen, inhaftiert oder hingerichtet. Angehörige der Streitkräfte besaßen jedoch ein hohes Sozialprestige und wurden vom Regime großzügig finanziell unterstützt.

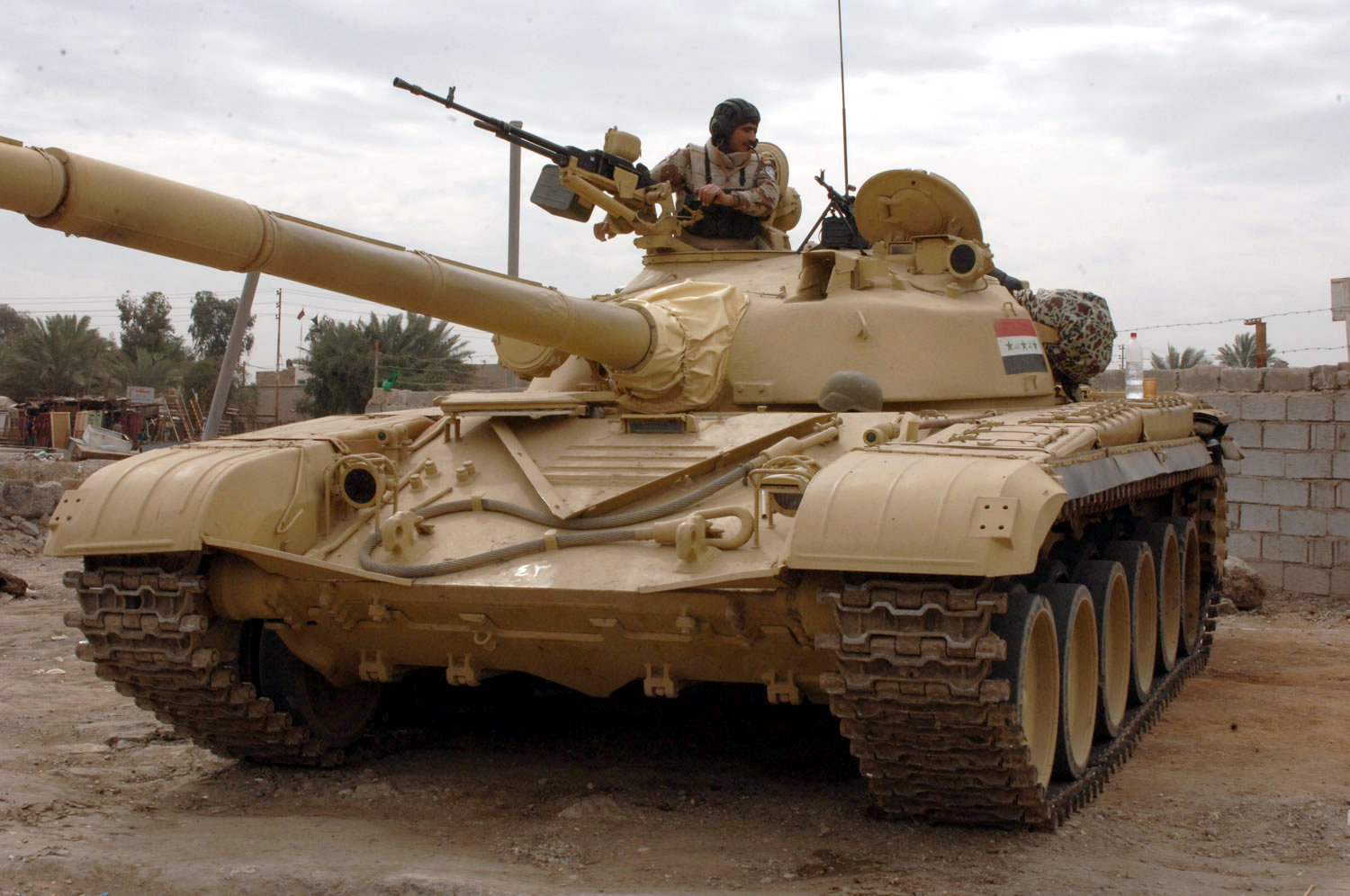
T-72 der neu aufgebauten irakischen Streitkräfte.

Am Ende des Ersten Golfkriegs verfügte der Irak über mehr als 120 Divisionen und 1500 Kampfflugzeuge, wobei das Land militärisches Gerät hauptsächlich aus sowjetischer und französischer Produktion erworben hatte. Die vernichtende Niederlage im Zweiten Golfkrieg gegen eine internationale Allianz unter Führung der USA führte zu einer starken Dezimierung der Streitkräfte auf 23 Divisionen und weniger als 300 Flugzeuge. Auch wenn die Anzahl der Soldaten bei 375.000 Mann konstant blieb, führte die außenpolitische Isolation des Landes und das wirtschaftliche Embargo gegen das Regime Saddam Husseins zu einer chronischen Unterversorgung auf allen Ebenen. Dies zeigte sich beim Einmarsch der USA-Alliierten 2003, als das irakische Militär, vom Häuserkampf abgesehen, keinen nennenswerten Widerstand aufbringen konnte. Gerade die Wehrpflichtigen ergaben sich meist schnell.

### Streitkräfte nach der Niederlage im Irakkrieg
Nach der vollständigen Besetzung des Irak wurden am 23. Mai 2003 die Streitkräfte des ehemaligen Regimes unter Saddam Hussein durch die Übergangsverwaltung aufgelöst und alle Soldaten entlassen. Eine große Anzahl der militärischen Hinterlassenschaften wurden zerstört.
Nach kurzer Zeit wurden die neuen irakischen Sicherheitskräfte mit Unterstützung der USA, Großbritanniens, Australiens und Jordaniens wieder aufgestellt. Die NATO gewährte dabei Ausbildungsunterstützung. Im Irak waren aber weiterhin die „Koalitionsstreitkräfte“, vorrangig die USA und Großbritannien als Hauptteil der Multi-National Force Iraq für die innere und äußere Sicherheit im Land zuständig und arbeiteten eng mit der neuen irakischen Armee zusammen. Bemerkenswert war, dass die Soldaten der irakischen Armee gleichzeitig Angehörige lokaler Milizen sein konnten; auf der Uniform wird dann das Abzeichen der Armeeeinheit neben dem der Milizeinheit getragen.

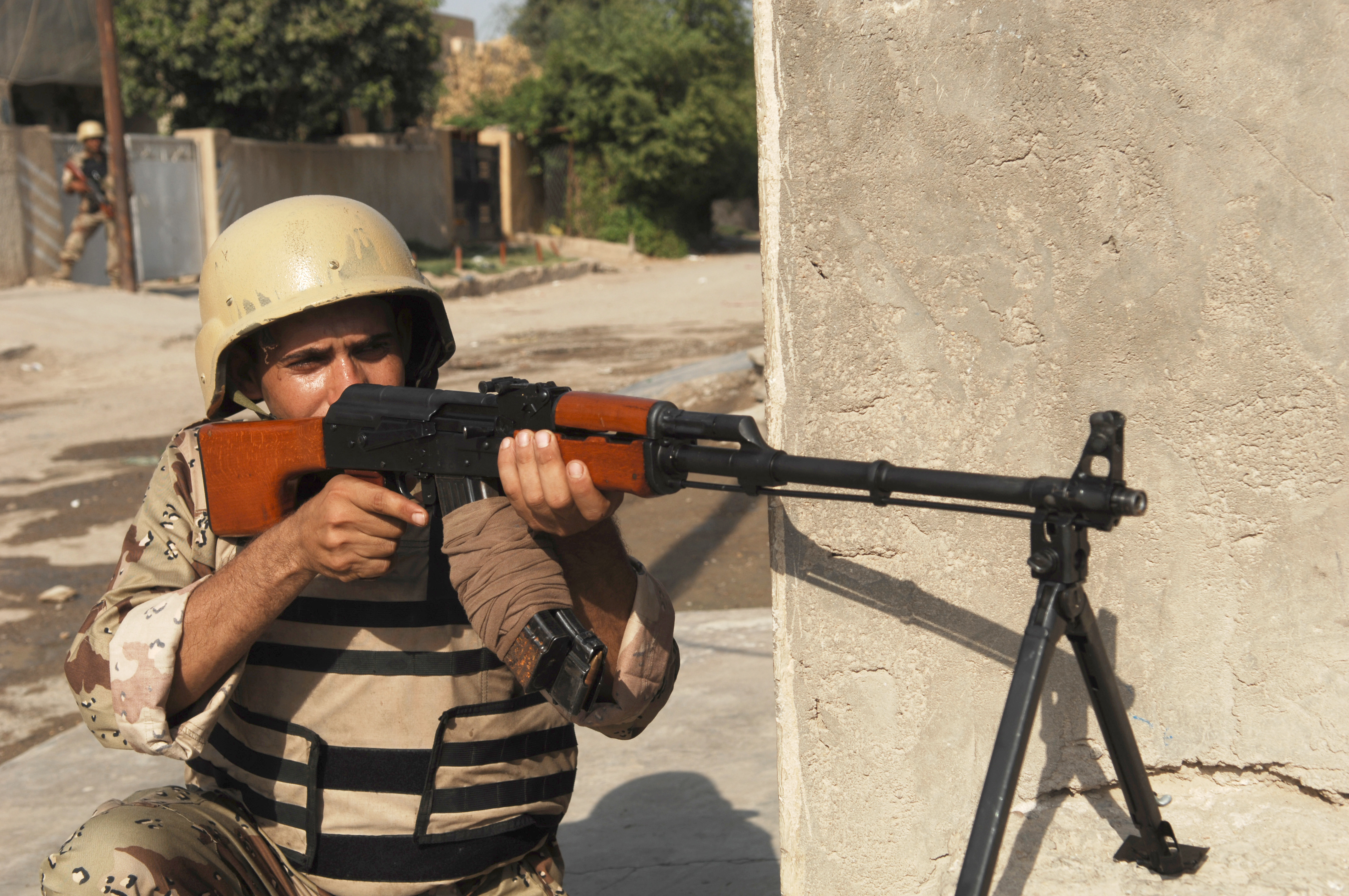
Ein irakischer Soldat in Bagdad im Herbst 2007

Der Wiederaufbau der Streitkräfte folgte oft nach Vorstellungen der USA, d. h. eine Verringerung der Mannstärke zugunsten eines besser ausgestatteten und professionelleren Militärs. Ziel der momentanen Maßnahmen ist es, die neuen irakischen Sicherheitskräfte in die Lage zu versetzen, die Kontrolle über das gesamte Land auszuüben. Das Vorgehen sieht dabei so aus, gut ausgerüstete Kerneinheiten auszuheben, die danach Zug um Zug erweitert werden können. Dies erklärt auch, weshalb derzeitige Brigadeeinheiten als „Divisionen“ deklariert werden.
Die zunächst aufgebaute Irakische Nationalgarde (Iraqi National Guard) wurde bis Dezember 2004 wieder von den USA aufgelöst, da es sich zeigte, dass Teile davon zu Aufständischen übertraten oder desertierten. Siehe: 1. Schlacht von Falludscha – Operation Vigilant Resolve
Am 18. April 2007 wurde den irakischen Streitkräften Maysan als vierte von 18 Provinzen des Landes zur souveränen Sicherheitswahrung übergeben.
Am 19. April 2007 wurde die Iraqi Military Intelligence Academy, eine Militärakademie zur Ausbildung in nachrichtendienstlichen Methoden eröffnet.
Souveräne Autorität über ihre ersten drei Provinzen gewann die kurdische Regionalregierung durch eine feierliche Übergabe am 1. Juni 2007 durch die USA, zuständig für die Sicherheit waren hier die Einheiten der Peschmerga. Reguläre Einheiten der irakischen Armee waren seinerzeit noch nicht in der Lage ohne Unterstützung der Koalitionstruppen für Sicherheit zu sorgen. US-Soldaten beschwerten sich über mangelnde Zuverlässigkeit ihrer irakischen Verbündeten. Die New York Times berichtete, dass nach Gefechten mit der US-Armee laut deren Ausweisen einige Tote der Aufständischen irakische Soldaten waren. Mehrere Offiziere standen unter Verdacht, die Aufständischen mit Waffen und Munition zu versorgen, welche für die irakische Armee gedacht waren. Einer Studie der amerikanischen Denkfabrik CSIS vom Mai 2008 zufolge litt das irakische Militär an einer hohen Fluktuation, einem Mangel an Offizieren und Unteroffizieren, mangelnder Verankerung in der Zivilbevölkerung sowie an einer mangelnden Integration der gesellschaftlich vertretenen Gruppierungen.
Im März 2009 gab der Irak bekannt, 140 M1A1 in vier Tranchen bestellt zu haben. Am 30. Juni 2009 verließen die amerikanischen Kampftruppen die Städte und übergaben ihre Stützpunkte und andere Einrichtungen an die irakischen Streitkräfte. Im August 2010 verließen die letzten US-Kampftruppen das Land, seitdem befanden sich noch 50.000 Ausbilder und Militärberater im Land. Deren Abzug wurde am 18. Dezember 2011 abgeschlossen.
Während der Irakkrise 2014 offenbarten sich in den irakischen Streitkräften massive Schwächen. Beim Vorrücken der terroristisch agierenden Miliz IS flohen Offiziere und Soldaten, so in Mossul etwa 60.000 Soldaten und Polizisten vor etwa 1.000 IS-Kämpfern. Von den zwischenzeitlich gelieferten 146 M1A1 Panzern gerieten 2014 bis zu 30 Panzer in feindliche Hände. Die Armee überließ fast ein Drittel des irakischen Territoriums (mehrheitlich von Sunniten bewohnt) den Islamisten des IS.

Frontverlauf mit Stand vom 30. März 2017
Von irakischen Streitkräften und schiitischen Milizen gehalten
Vom Islamischen Staat gehalten
Von kurdischen Peschmerga gehalten

Am 17. Oktober 2016 begann die Großoffensive der irakischen Streitkräfte zur Rückeroberung der nordirakischen Stadt Mossul aus den Händen der terroristisch agierenden sunnitischen Miliz Islamischer Staat (IS). Unterstützt werden die Streitkräfte von kurdischen Peschmergaeinheiten, assyrisch-christlichen, sunnitischen und schiitischen Milizionären sowie US-amerikanischen Einheiten und Kampfflugzeugen der Anti-IS-Koalition. Es handelt sich hierbei um die größte Militäroperation seit Beginn des Irakkrieges im Jahr 2003. Wie ein Sprecher der irakischen Streitkräfte mitteilte, hält der IS noch 6 Prozent des irakischen Staatsgebietes. Im Jahr 2014 hielt er im Vergleich dazu 40 Prozent.

## Führungsstab
Oberbefehlshaber ist der irakische Ministerpräsident Mustafa Al-Kadhimi. Die Streitkräfte unterstehen dem Verteidigungsministerium unter der Führung des Verteidigungsministers, seit 2020 ist dies Juma Inad. Der Oberbefehlshaber (Chief of Staff) der irakischen Streitkräfte ist aktuell General Abdul Ameer Rasheed Yar Allah Al Lami.

## Teilstreitkräfte
Das Militär des Irak ist in drei Teilstreitkräfte gegliedert.

### Heer

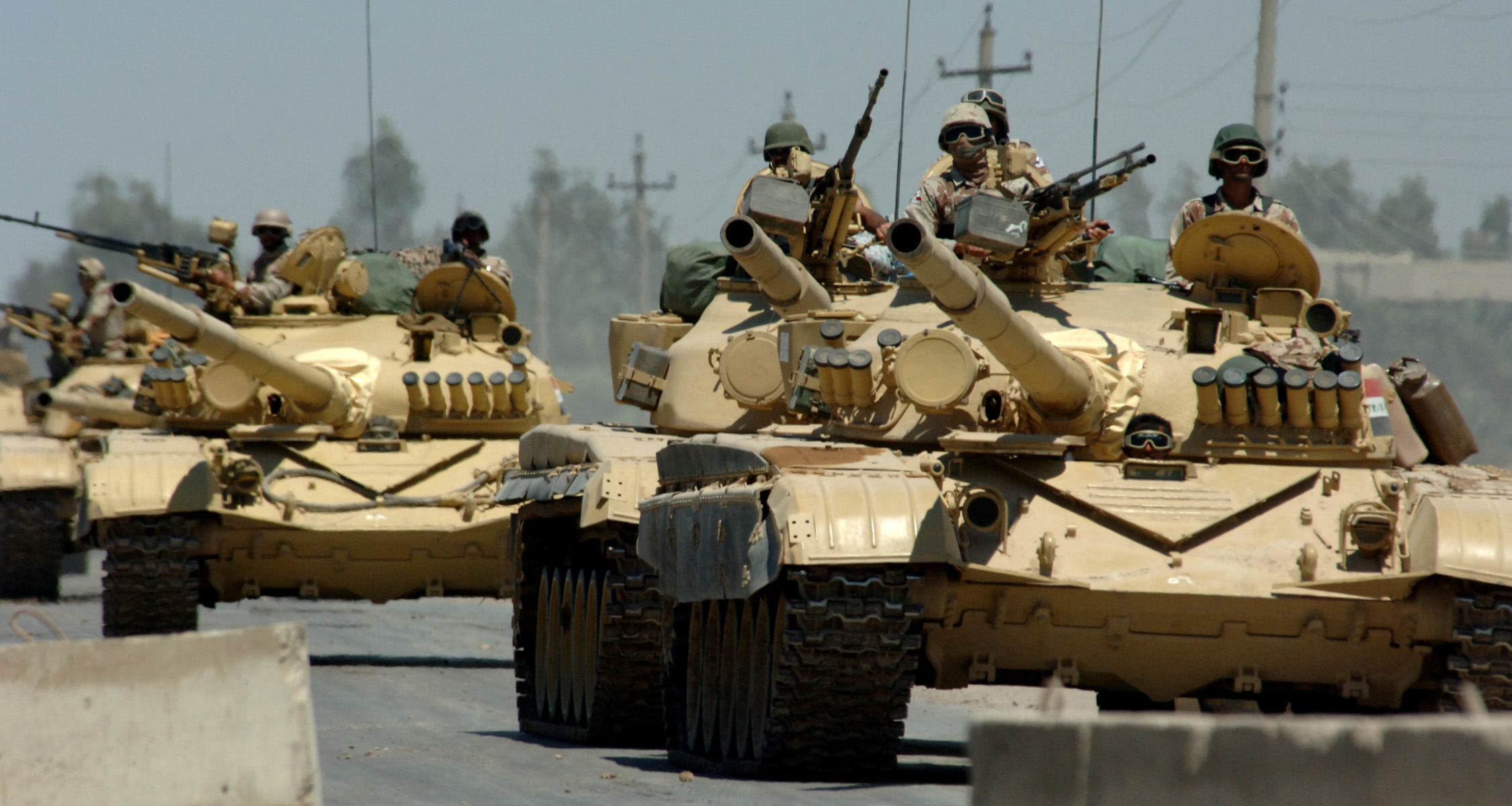
Soldaten der irakischen 9. Panzerdivision im Mai 2006 nahe Mushada

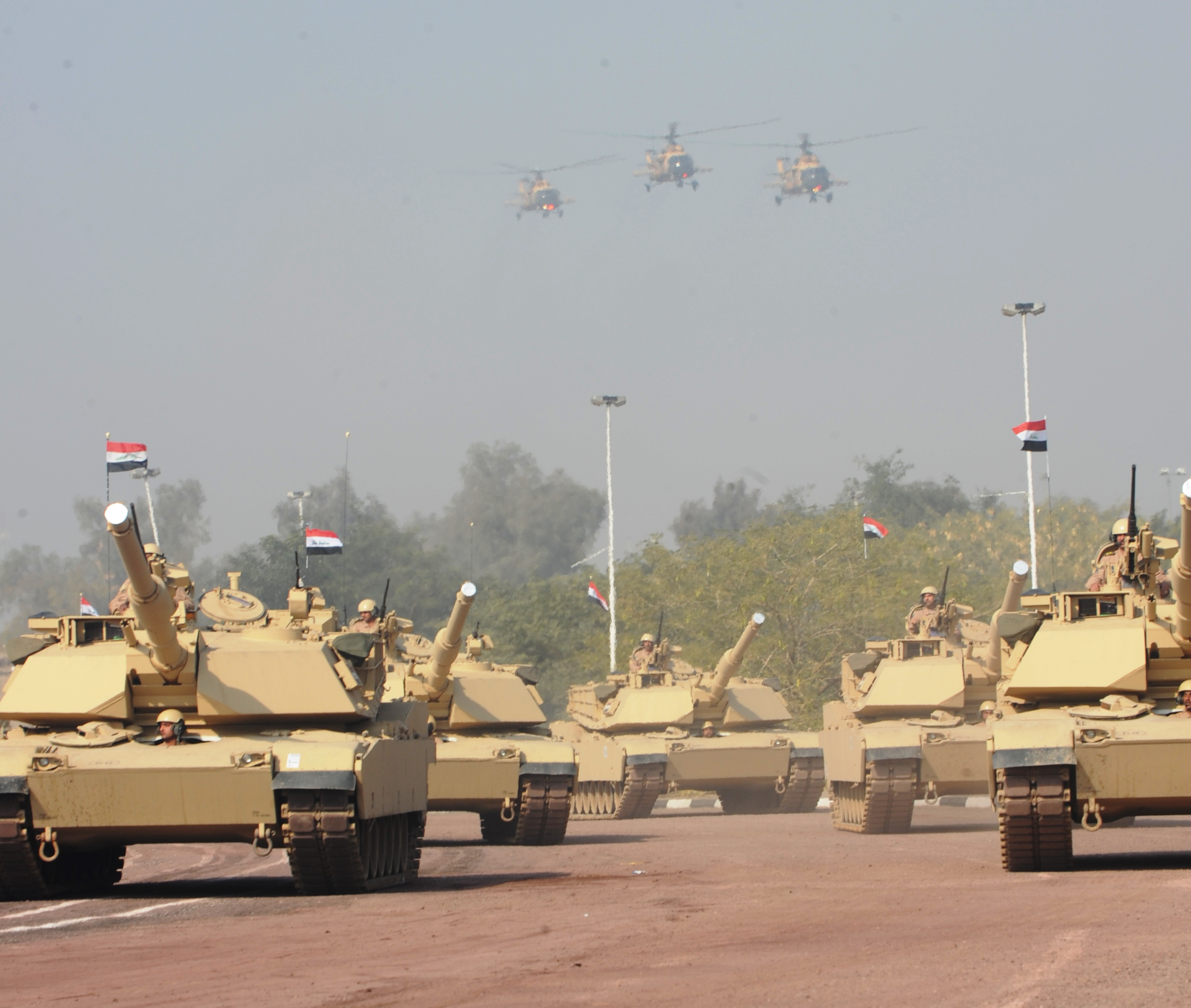
Irakische M1A1M im Januar 2011

Zunächst wurden ein Zivilverteidigungskorps (englisch Iraqi Civil Defense Corps, ICDC) und eine paramilitärische Polizei (engl.: Iraqi Police Service, IPS) aufgebaut. Das ICD-Corps bestand dabei u. a. aus der 60. ICDC-Brigade. Die Armee wurde dann als Iraqi Ground Forces (IGFC) weiter aufgebaut und hatte 2005 eine Stärke von rund 27.000 Mann, davon 2.000 Soldaten für Spezialeinsätze.
Im Januar 2006 gehörten bereits 106.900 Soldaten zu den neuen Streitkräften, die sich in 2 Divisionen, 8 Brigaden und 37 Bataillone gliederten.
Inzwischen dienen in dieser Teilstreitkraft in 12 Divisionen ca. 180.000 Soldaten. 2020 war die IGFC wie folgt gegliedert:
- 7 leichte Infanteriedivisionen (1./ 6./ 11./ 14.–17.) mit insgesamt 26 Infanteriebrigaden, 4 Pionierbataillonen, 4 Fernmelderegimente und 4 Logistikbrigaden
- 1 Panzerdivision (9.) mit 2 Panzerbrigaden, 2 mechanisierte Brigaden, 1 Pionierbataillon, 1 Fernmelderegiment und 1 Logistikbrigade
- 4 schwere Infanteriedivisionen (5./ 7./ 8./ 10.) mit insgesamt 7 Infanteriebrigaden, 2 Pionierbataillonen, 2 Fernmelderegimente und 2 Logistikbrigaden
- 3 Brigaden für Spezialeinsätze
- 1 Rangerbrigade mit 3 Rangerbataillonen

Im Aufbau befinden sich eine unbestimmte Anzahl von Logistik-Bataillonen und Fernmeldeeinheiten.
Seit der IS Mitte 2014 seine Offensive im Irak begann, ist die genaue Stärke der Armee aufgrund von Desertionen und Verlusten schwer einzuschätzen.

### Marine

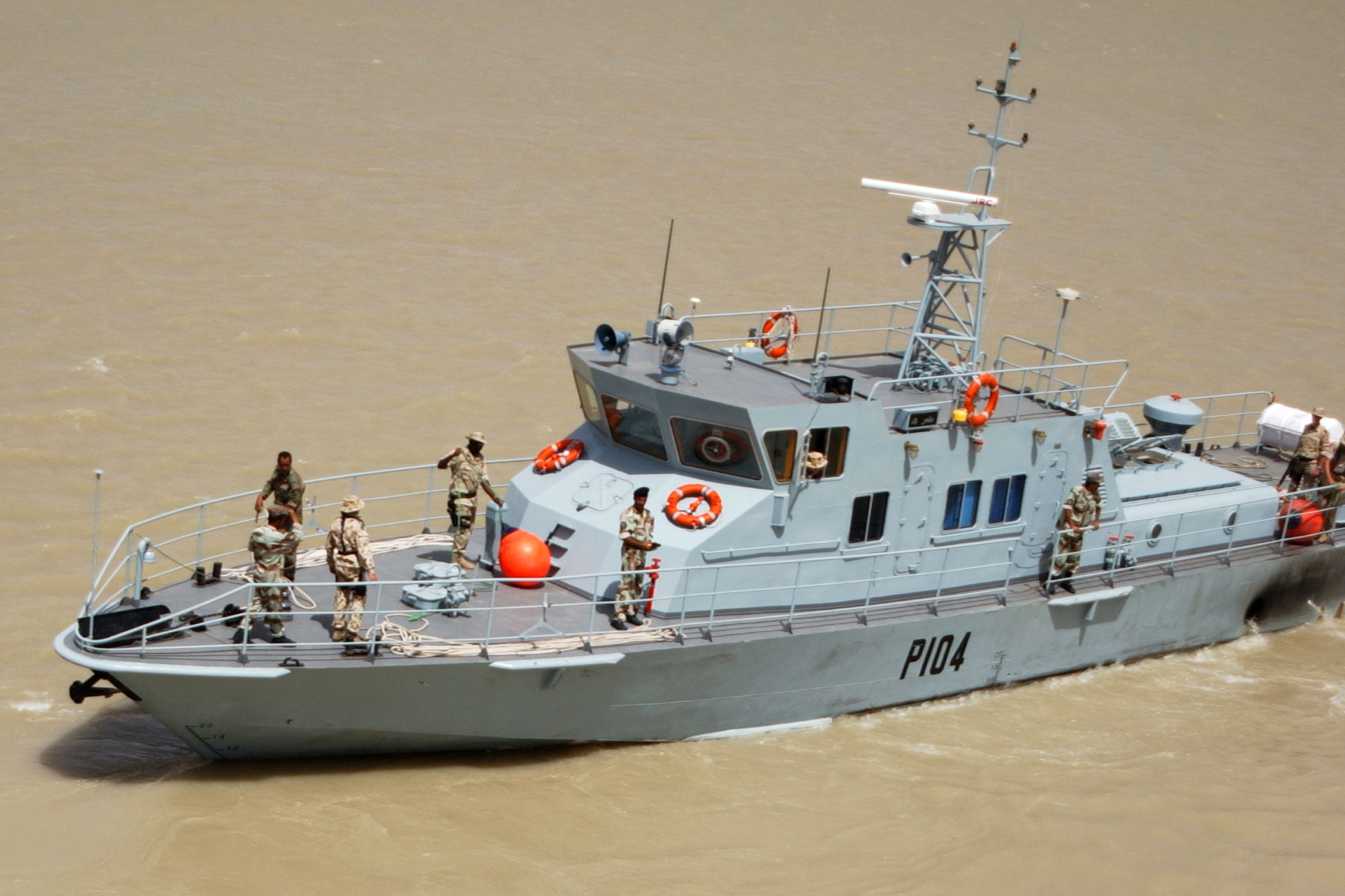
Ein Patrouillenboot (P104) der neuen irakischen Marine am Stützpunkt Umm Qasr, Juni 2004

Im Januar 2004 wurde die neue irakische Marine (engl.: Iraqi Coastal Defense Force (ICDF)) gegründet, die über eigene Patrouillenboote verfügt. Am 12. Januar 2005 wurde die ICDF offiziell in irakische Marine (englisch Iraqi Navy) umbenannt, obwohl von den USA zuvor nicht vorgesehen war eine maritime Teilstreitkraft zu bilden. Sie dient vorrangig dem Schutz gegen Terroristen und soll auch die Ölplattformen sichern und wird auch durch die australische Marine trainiert. Die irakische Marine umfasste 2020 rund 2000 Soldaten, dazu kommen noch 1000 Marineinfanteristen. Der Verband ist wie folgt gegliedert:
- 1 Naval Squadron, Küstenverteidigungskräfte mit dem Stützpunkt Umm Qasr, bestehend aus 10 Patrouillenbooten, unter anderem ausgerüstet mit einer 27 mm Bordkanone. Ab 2007 erhält die Marine neue Boote vom Typ Al Faw. Die Marine soll ab 2007 über Angriffskräfte (Assault Boat Squadron) und Unterstützungskräfte (Auxiliary Support Squadron) verfügen.
- 1 SSS-Bataillon, die irakische Marineinfanterie
- Aufbau von Unterstützungs- und Hilfskräften (ab 2007: Auxiliary Support Squadron)

Hauptstützpunkte der Marine sind Umm Qasr, der Hafen von Basra und der Ölterminal Khor al-Amaya (KAAOT).

### Luftwaffe
Die Kontrolle des Luftraums oblag vorrangig den von den USA geführten Koalitionsstreitkräften. Die neue irakische Luftwaffe (القوة الجوية العراقية / al-Quwwa al-Dschawwiyya al-ʿIraqiyya) umfasste 2020, mit der Flugabwehr, ca. 10.000 Soldaten. Kommandeur ist der Generalleutnant Shahab Jihad Ali.
Die Struktur der Luftwaffe zu dieser Zeit:
- drei Staffeln Unterstützungshubschrauber (2., 4. und 12. Staffel), darunter Maschinen der Typen Bell UH-1H (aus Beständen Jordaniens), Bell 206B und Mi-17.
- eine Lufttransportstaffel (23. Staffel) in Bagdad (Al Muthanna Air Base) mit C-130E Hercules Transportflugzeugen aus Beständen der USAF sowie zwei Aufklärungsstaffeln (3. und 70. Staffel).

Eine Bestellung von 18 F-16-Kampfflugzeugen der US-Luftwaffe wurde Anfang 2011 aufgeschoben, um ein Nahrungsmittelprogramm als präventive Maßnahme wegen der Proteste in der Arabischen Welt 2010–2011 zu finanzieren. Die Bestellung weiterer 18 Flugzeuge wurde im Juli 2011 bekannt. Die Ausbildung der ersten Piloten war bis 2014 geplant.[veraltet]
Im März 2009 wurden 24 EC635 Schulungshubschrauber bestellt, die bis Ende 2011 geliefert werden sollen. Die ersten beiden Exemplare wurden in der ersten Jahreshälfte 2011 geliefert.
Als der IS Mitte 2014 seine Offensive im Irak begann, verfügte die neue irakische Luftwaffe effektiv über gerade drei propellergetriebene Kampfflugzeuge des Typs Cessna AC-208, die mit amerikanischen Hellfire-Raketen bestückt worden waren. Angesichts des Vormarsches des IS forcierte der Irak den Wiederaufbau seiner Luftwaffe. Die irakischen Streitkräfte erhielten im Juli 2014 nach eigenen Angaben eine erste Lieferung von fünf gebrauchten russischen Kampfflugzeugen des Typs Suchoi Su-25. Die offizielle Übergabe von ersten Kampfflugzeugen des Typs F-16 C ist inzwischen ebenfalls erfolgt. Nach eigenen Angaben setzte der Irak erstmals die F-16 im September 2015 gegen den IS ein.

## Spezialeinsatzkräfte ISOF
Die ISOF (Iraqi Special Operations Forces) ist eine irakische Elite-Kampfeinheit zur Terrorismusbekämpfung und für Sicherungsaufgaben, beispielsweise an Flughäfen. Sie umfasst die Iraqi Counter Terrorism Force (ICTF), bestehend aus einem Einsatzkommando, einem Kommandobataillon, einem Unterstützungsbataillon und einer Aufklärungskompanie. Die gesamte Truppenstärke wird auf neun Bataillone und mindestens 4500 Mann geschätzt, wobei sich die Zahl in den nächsten Jahren verdoppeln soll. Die generellen Einschätzungen über die Schlagkraft der ISOF variieren von „der besten Einheit im irakischen Militär“ bis hin zur „effektivsten Streitmacht der Region“.
Das Projekt für eine irakische Spezialtruppe begann kurz nach der Eroberung Bagdads im April 2003 Gestalt anzunehmen. In den darauffolgenden Jahren wurden junge irakische Freiwillige von den US-amerikanischen Special Forces ausgebildet und ab April 2007 sukzessive irakischer Kontrolle unterstellt. Zudem durchliefen Spezialeinheiten der ISOF Anti-Desinformationsausbildungen aus der Hand der Defense Information School im Fort George G. Meade, und es ist geplant, dass die vier regionalen ISOF-Kommandobasen im Irak bis Ende 2009 über je eine eigene Nachrichtenbeschaffungseinheit verfügen sollen.
Die ISOF untersteht nicht wie das Militär und die Polizei und nicht wie in anderen Ländern üblich dem Verteidigungs- oder Innenministerium, sondern, auf Drängen der USA, einer speziell dafür geschaffenen Antiterrorbehörde, die wiederum dem irakischen Ministerpräsidenten direkt unterstellt ist. Dieser Mangel an institutioneller Kontrolle wurde in amerikanischen Medien kritisiert. So befürchtet die Wochenzeitschrift The Nation, im Irak entstehe eine neue Todesschwadron in den Händen der neugeschaffenen Exekutive, mit der nebst offiziellen Aufgaben auch politische Oppositionelle verfolgt werden sollen. Als Indiz für eine solche Entwicklung führt die Zeitschrift unter anderen den Einsatz von ISOF-Einheiten gegen den Regierungssitz der Provinz Diyala im August 2008 an, bei dem ein Mitglied der sunnitischen Irakischen Islamischen Partei und der sunnitische Rektor der Universität verhaftet wurden.

## Ausrüstung

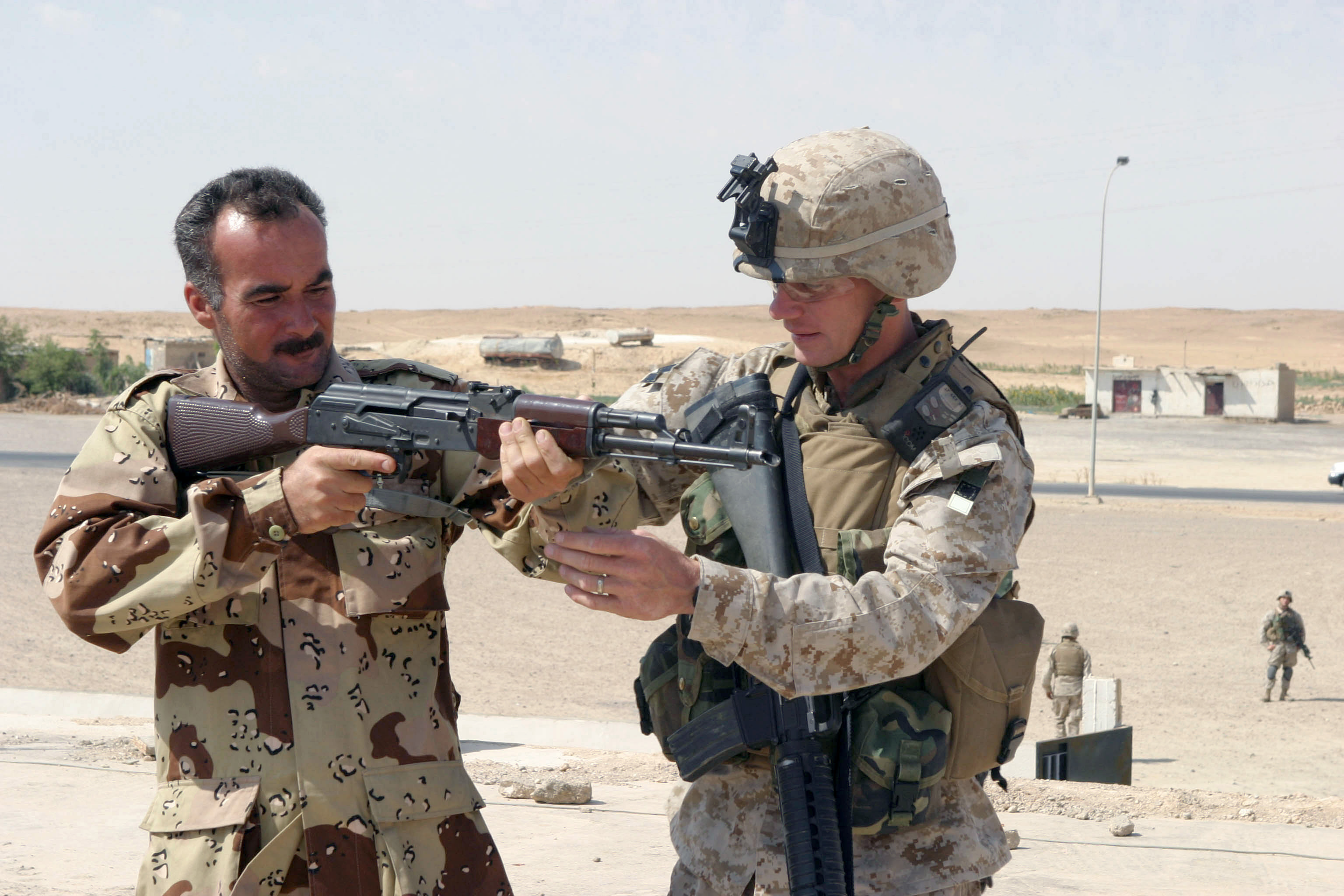
Ausbildung eines irakischen Soldaten an der AK-47 durch einen Offizier des United States Marine Corps.

Bis 2003 hatte das Land militärisches Gerät hauptsächlich aus sowjetischer und französischer Produktion erworben. Der Wiederaufbau der Streitkräfte folgte oft nach Vorstellungen der USA. Die irakische Regierung hat u. a. angekündigt, zwischen 600 und 800 Kampfpanzer vom Typ M60 sowie knapp 4000 gepanzerte Truppentransporter zu erwerben.
Im Mai 2007 begannen die USA mit der Lieferung von M16-Sturmgewehren anstatt der im Nahen Osten weit verbreiteten Kalaschnikow. Die Aushändigung der neuen Gewehre ist allerdings an eine Registrierung u. a. mit biometrischen Daten gebunden, um die Weitergabe an Widerstandskämpfer zu verhindern.
Bisher wurden 200.000 Gewehre vom Typ M16 und 40.000 weitere des Typs M4A1 aus US-amerikanischen Beständen an die irakischen Streitkräfte geliefert.
Die irakischen Streitkräfte wurden bis 2011 mit 146 modernen M1A1-Abrams-Panzern aus den Beständen der US-Streitkräfte ausgerüstet.

### Heer
Das Heer verfügt über folgende gepanzerte Fahrzeuge und Artillerie:
Kampfpanzer
- ℮100× M1A1 Abrams
- 168+ T-72 M/M1
- ℮50× T-55
- 73× T-90 S

Spähpanzer
- ℮400× Otokar Akrep
- 18× BRDM-2
- 35× EE-9 Cascavel

Schützenpanzer
- ℮400× BMP-1
- ℮90× BMP-3 M
- ℮60× BTR-4
- 100× BTR-80 A

Mannschaftstransportwagen
- ℮500× M113 A2
- ℮400× MT-LB
- 12× Barracuda
- 250× BAE Caiman
- Gorets-M
- ℮400× ILAV Badger
- Mamba
- 30× International MaxxPro

Mehrzweckfahrzeug
- Oshkosh M-ATV

Pionierfahrzeuge

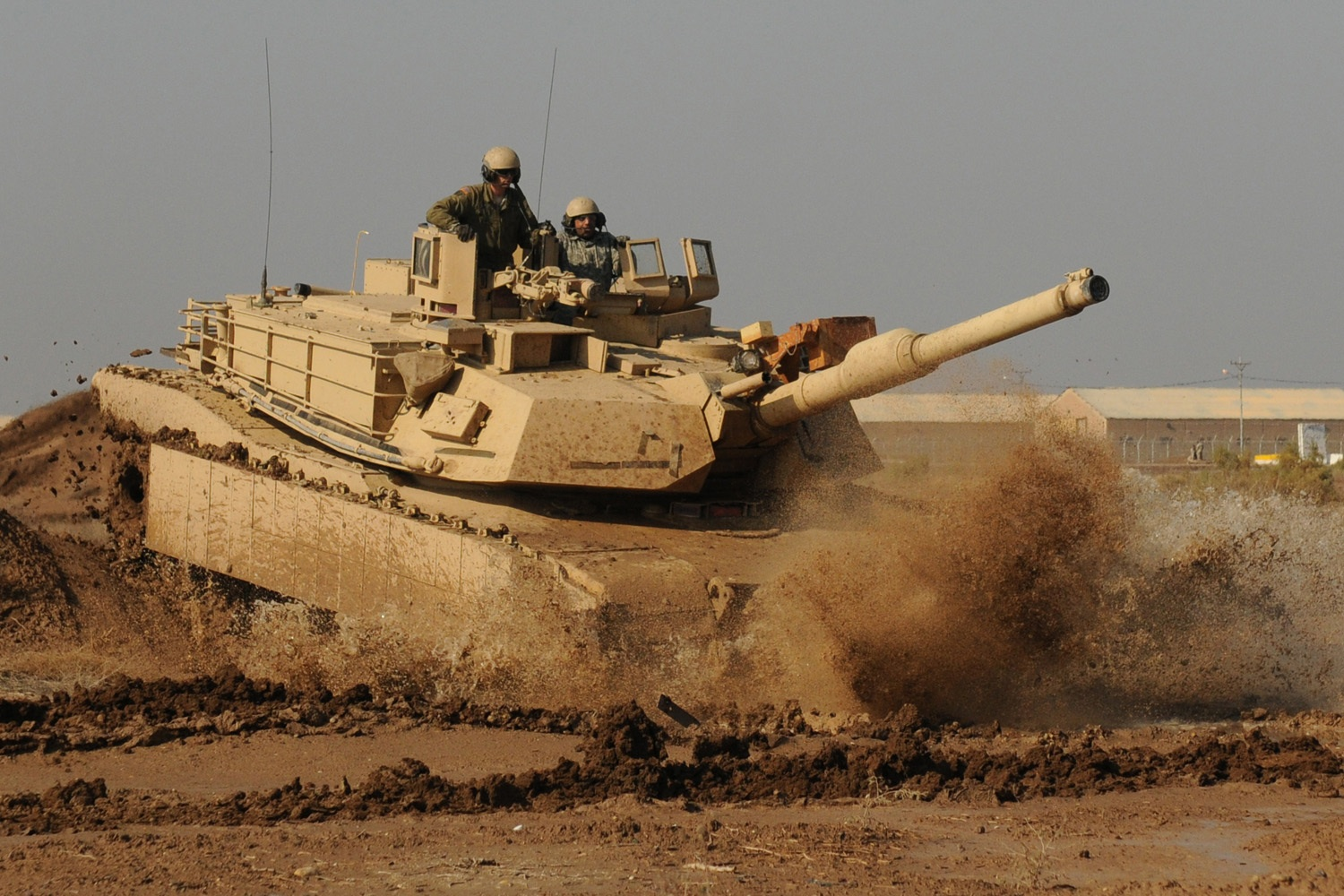
M1A1 Abrams der irakischen Armee

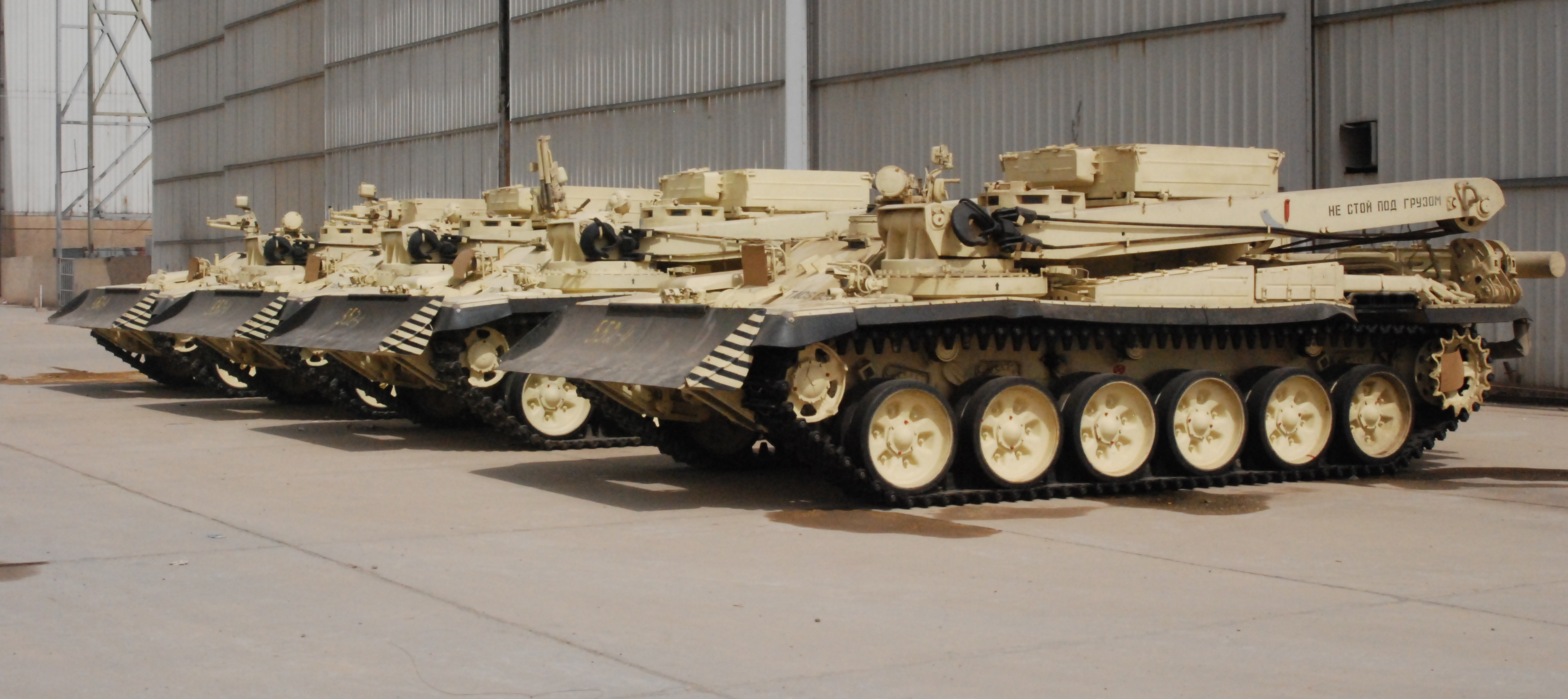
Pionierfahrzeug BREM-1 der irakischen Armee

- 180× BREM-1 (Basiert auf dem T-72)
- 35+ Bergepanzer 1
- 7× International MaxxPro (Bergepanzer)
- T-54/T-55 (Bergepanzer)
- Typ 653
- VT-55A

ABC-Abwehr
- 20× Fuchs

Panzerabwehrraketen
- 9K135 Kornet

Artillerie
- 18+ Typ 83 SPH
- 6× M109 A1
- 24× M109 A5
- M-46
- D-20
- ℮60× M198
- BM-21 Grad
- 3+ TOS-1 A
- ℮500× M252
- ℮450× M120
- M-240

#### Heeresflieger

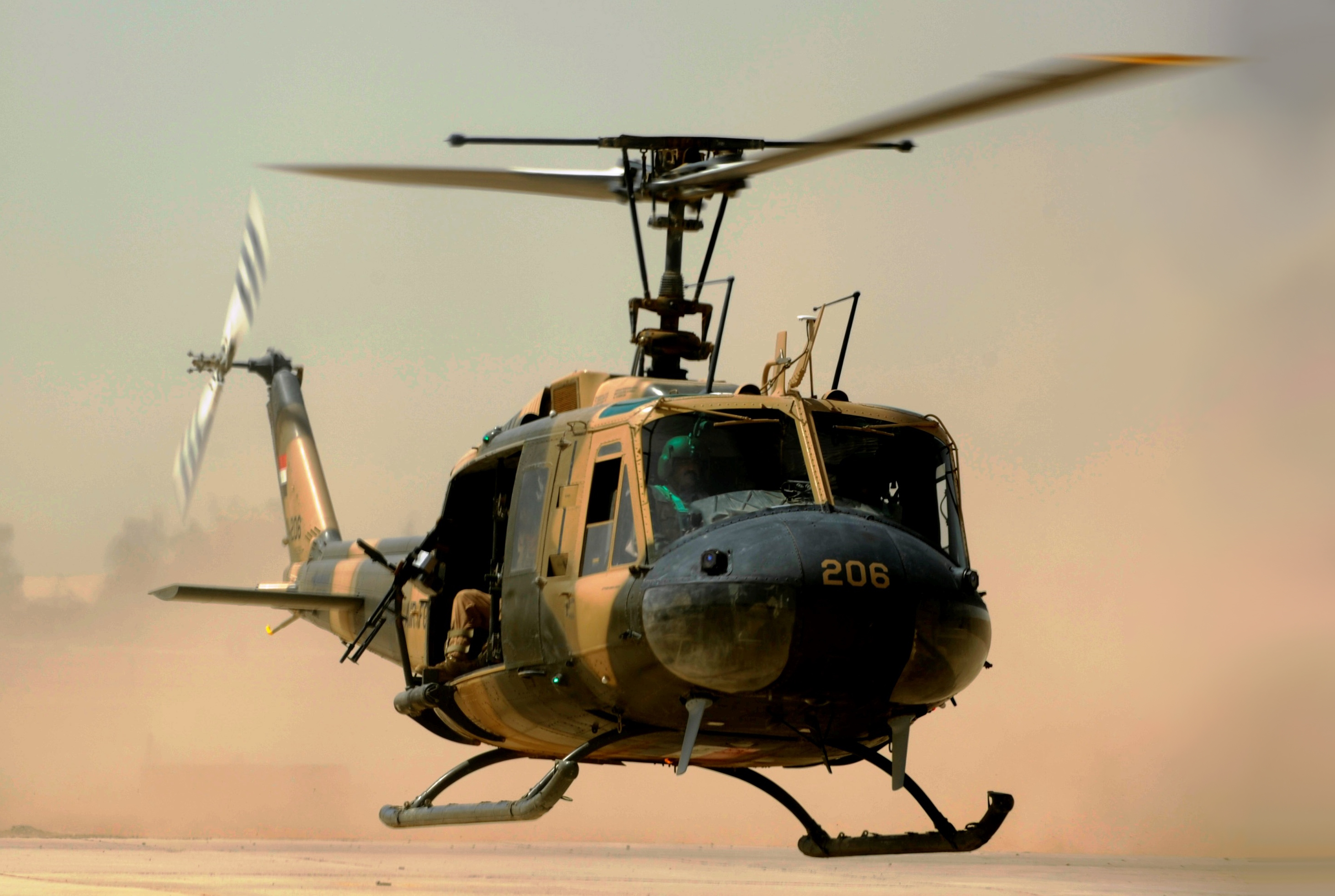
Irakische Bell UH-1H

Die irakischen Heeresflieger verfügen über folgendes Fluggerät und Raketen:
Hubschrauber für Kampfeinsätze
- 29× Bell 407
- 20× H135
- 41× Mil Mi-8/Mi-171
- 17× Mil Mi-28 (19 weitere geplant)
- 23× Mil Mi-35 (12 weitere geplant)
- 15× Bell UH-1H

Schulungshubschrauber
- 12× Bell 206
- 3× Bell 407
- 9× Bell OH-58

Unbemanntes Luftfahrzeug
- 10× CASC Rainbow CH-4

Luft-Luft-Raketen
- 9K114 Schturm
- AGR-20A
- AR-1
- Ingwe

(℮=Schätzung)

### Marine
Die Marine verfügt über folgende Schiffstypen:

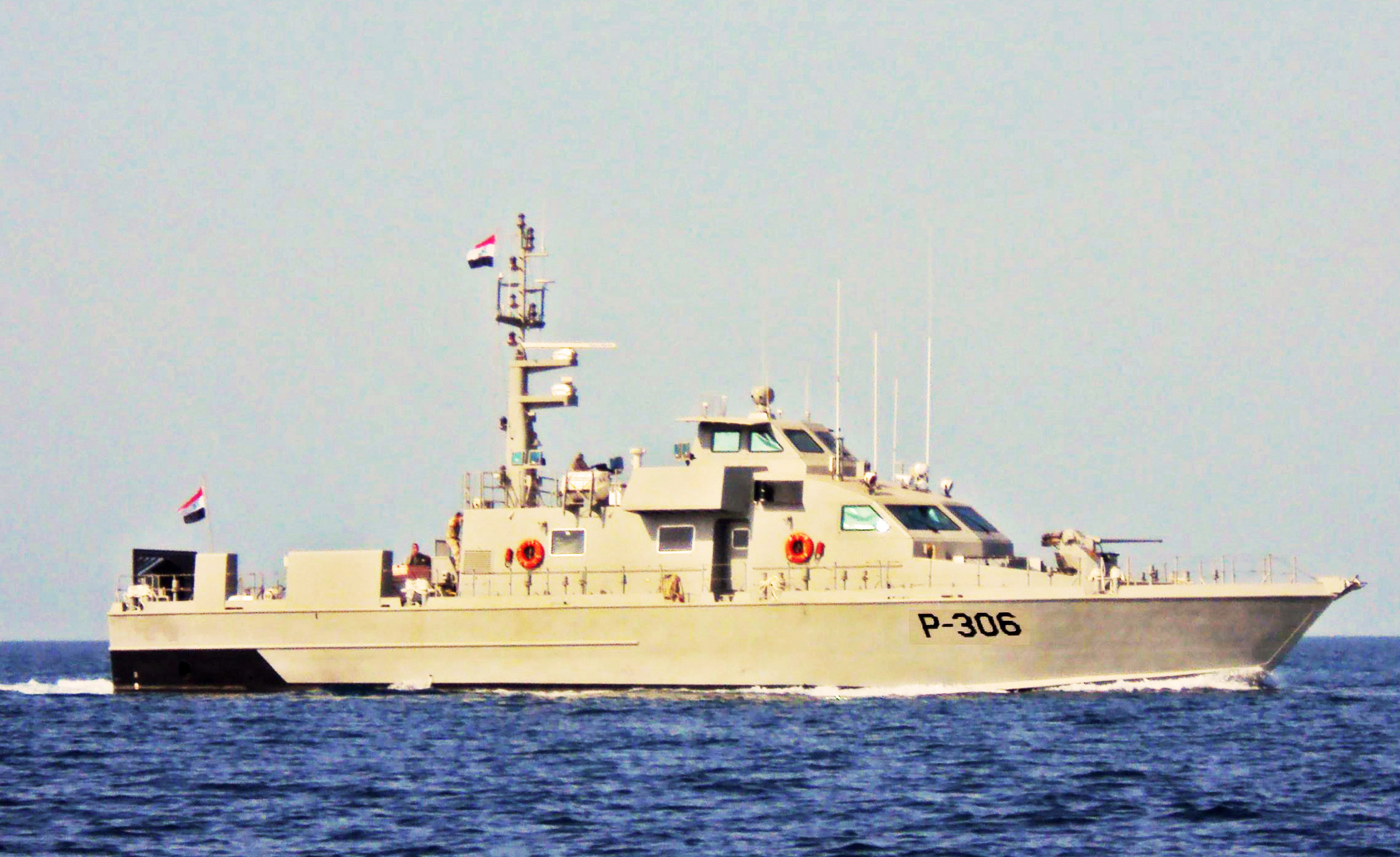
Swiftship Model 35 der Irakischen Marine

Patrouillenboote
- 4× Saettia-Klasse
- 12× Swiftship Model 35
- 5× Predator Klasse
- 3× Al Faw-Klasse
- 2× Typ-200
- 4× Typ-2010

Versorger
- 2× Al Basra-Klasse

### Luftwaffe
Die irakische Luftwaffe verfügt über folgende Fluggeräte:
Kampfflugzeuge
- 2× Cessna 208 Caravan AC-208

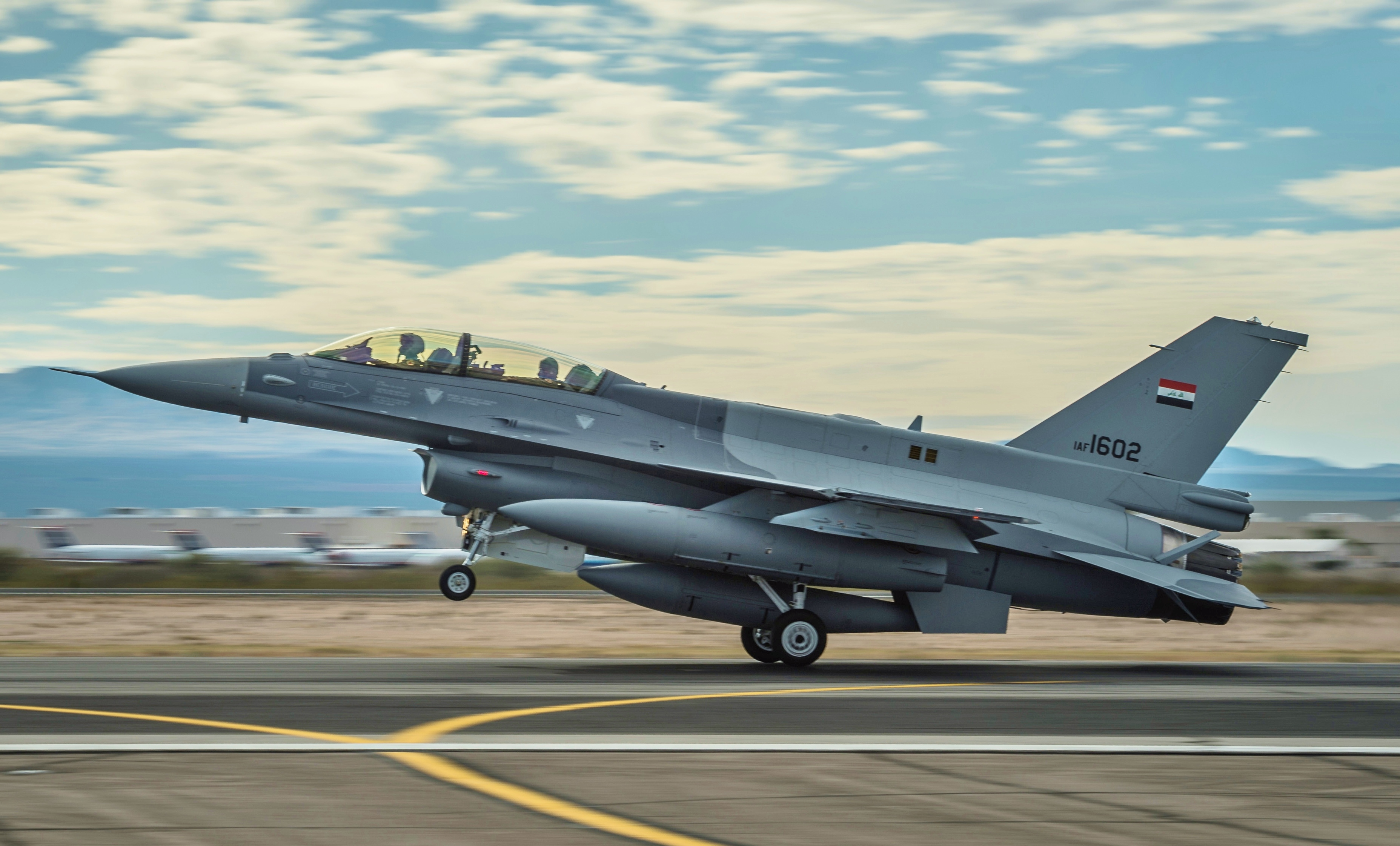
Eine F-16 der irakischen Luftwaffe

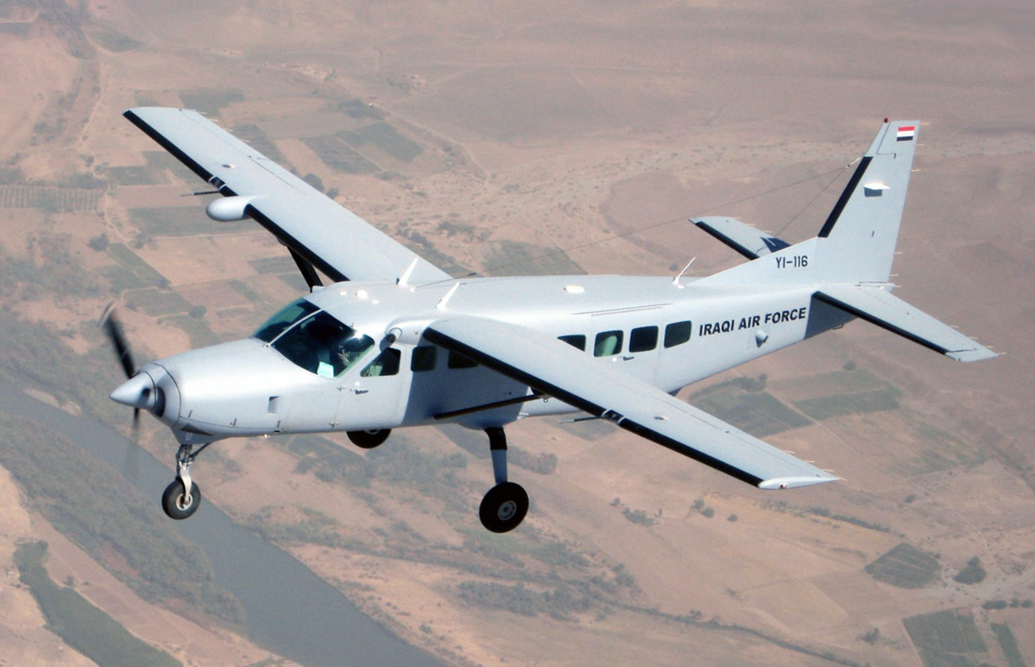
Die irakische Luftwaffe führt einen Trainingsflug mit einer Cessna 208 Caravan durch.

- 26× F-16 Fighting Falcon C/IQ

Erdkampfflugzeuge
- 10× Aero L-159
- 21× Suchoi Su-25

Aufklärungsflugzeuge
- 3× Cessna 208 Caravan
- 7× AMD Alarus
- 2× DHC-6 Twin Otter
- 6× Beechcraft King Air 350

Transportflugzeuge
- 6× Antonow An-32
- 9× C-130 Hercules E/J
- 1× Beechcraft King Air 350

Schulflugzeuge
- 4× Cessna 208 Caravan
- 8× F-16 Fighting Falcon D/IQ
- 1× Aero L-159
- 19× Utva Lasta
- 0× Saab Safari MFI-395 (20 bestellt)
- 15× T-6 Texan II
- 24× KAI T-50

Mehrzweckhubschrauber
- 0× Bell 412 (12 Maschinen geplant)
- 2× Mil Mi-8
- 6× Aérospatiale SA 342

Schulungshubschrauber
- 9× Bell 206